# Jay Spearing
Jay Francis Spearing, född 25 november 1988 i Liverpool, är en engelsk fotbollsspelare (mittfältare) som spelar för Tranmere Rovers. Spearing är uppvuxen på Wirral utanför Liverpool.

## Spelarkarriär
Spearing kom till Liverpool som nioåring och var lagkapten för klubbens U18-lag när man vann FA Youth Cup 2007. Laget tog sig även till final året därpå men förlorade då mot Manchester City. Spearing missade största delen av säsongen sedan han brutit benet men var med och spelade finalen.
Spearing debuterade för Liverpools a-lag som inhoppare den 9 december 2008 mot PSV Eindhoven i Champions League. Han gjorde senare även ett inhopp mot Real Madrid i samma tävling i mars 2009 då Liverpool vann med 4-0. Den 22 mars 2010 blev Spearing utlånad till Leicester City för resterande del av säsongen 2009-2010. 
Nästkommande säsong fick Spearing mer speltid i Liverpool. Efter att bland andra Steven Gerrard blivit långtidsskadade på våren spelade Spearing totalt 20 matcher (varav 11 i ligan) för klubben. Efter säsongen skrev han på ett nytt kontrakt med Liverpool. Spearing blev även uttagen i engelska U21-landslagets 40 man starka förtrupp inför U21-EM 2011 men tog inte plats i den slutgiltiga truppen.
Den 5 augusti 2020 värvades Spearing av Tranmere Rovers, där han skrev på ett tvåårskontrakt.

## Meriter
Liverpool FC
- Engelska Ligacupen 2011/2012